# Dentindysplasie
Die Dentindysplasie (DD) ist eine seltene angeborene Störung der Dentinbildung. Bei dieser Zahnentwicklungsstörung sieht das Dentin der Zahnkronen normal aus, die Zahnpulpa ist verödet, die Zahnwurzeln sind nicht normal ausgebildet. Es besteht eine Neigung zu knöchernen Veränderungen der Alveolarknochen.
Auch die Dentinogenesis imperfecta kann zur kongenitalen Dysplasie des Dentins gerechnet werden.
Im Jahre 1972 beschrieb J. C. Witkop, Jr. zwei verschiedene Formen der Dentindysplasie, den radikulären Typ I und den coronalen Typ II.

## Verbreitung
Die Häufigkeit wird mit etwa 1 zu 1.000.000 angegeben, die Vererbung erfolgt autosomal-dominant.

## Ursache
Je nach zugrunde liegender Mutation können folgende Typen unterschieden werden:
- Typ 1, radikuläre Form mit Mutationen im SMOC2-Gen auf Chromosom 6 Genort q27, welches für ein SPARC-related modular calcium-binding protein 2 kodiert.[4]
- Typ 2, coronale Form mit Mutationen im DSPP-Gen auf Chromosom 4 an q22.1, welches für Dentinsialophosphoprotein kodiert, einen Vorläufer des Dentinsialoproteins und des Dentinphosphoproteins.[5][1]

Mutationen in diesem Gen finden sich auch bei der Dentinogenesis imperfecta Shields Typ II & III und dem DGI1/DFNA39-Syndrom.

## Pathologie
Das initial gebildete Dentin ist normal, beim Typ I findet sich in der obliterierten Pulpa atypische knollenartige Hartsubstanz. Bei bleibenden Zähnen kann ein halbmondförmiger Rest der Pulpa auf Höhe der Schmelz-Zement-Grenze bestehen bleiben.
Beim Typ II ist die Pulpa distelartig und nicht vollständig obliteriert. Die Wurzel ist normal lang, aber dünner.

## Einteilung
Die Einteilung ist offenbar uneinheitlich. Die medizinische Datenbank Orphanet unterscheidet abweichend:
- Dentindysplasie Typ 1, Synonyme: DD-I; DTDP1; Dentindysplasie, radikuläre, durch spitze konische kurze Wurzeln oder wurzellose Zähne gekennzeichnet, DSPP-Gen[7]
- Dentindysplasie Typ 2, Synonym: DTDP2, seltene milde Form der Dentindysplasie gekennzeichnet durch normale Zahnwurzeln, aber abnormes Milchgebiss, DSPP-Gen[8]
- Dentindysplasie, atypische, durch SMOC2-Mangel, Synonym: Dentindysplasie Typ 1 mit Mikrodontie und Formanomalien, SMOC2-Gen[9]

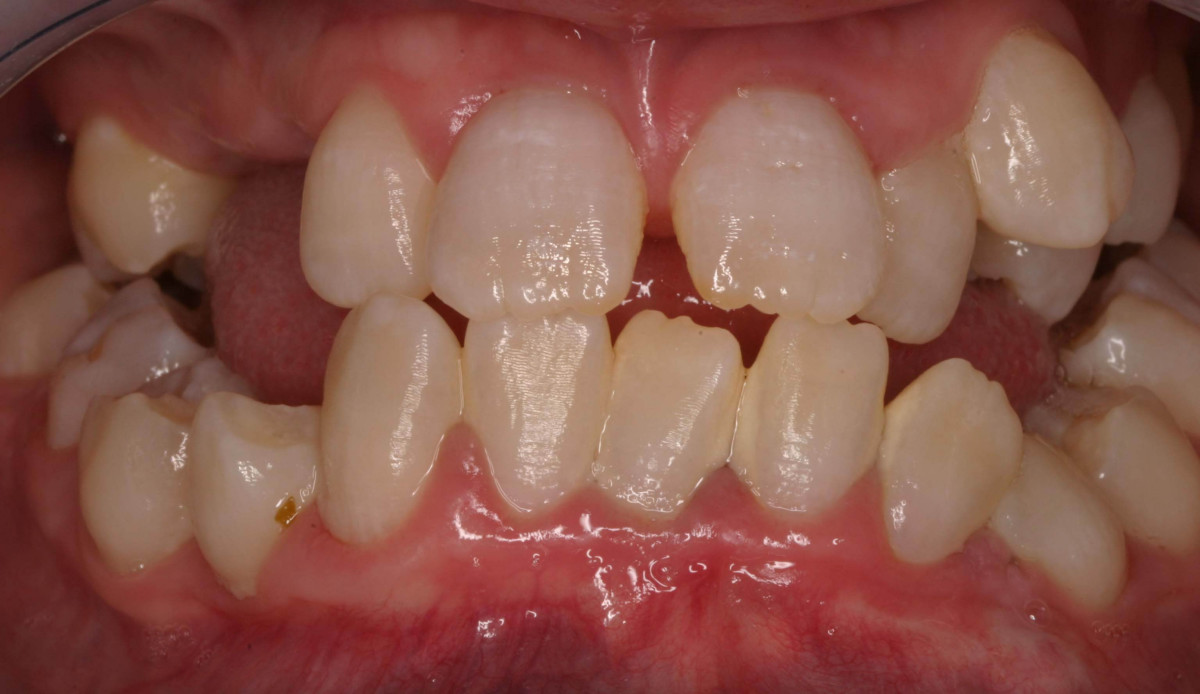
Zähne eines Patienten mit Dentindysplasie Typ I

## Klinische Erscheinungen
In den klinischen Erscheinungen besteht eine deutliche Überschneidung mit der Dentinogenesis imperfecta.
Typ I hat Zähne ohne oder mit spitzen konischen Wurzeln. Es kommt häufig zu vorzeitigem Zahnverlust.
Typ II hat Zähne mit normalen Wurzeln, einer bernsteinartigen Verfärbung der Milchzähne. Die bleibenden Zähne sind nicht oder nur gering verändert.
Es treten vermehrt Knochenläsionen der Alveolarfortsätze auf.

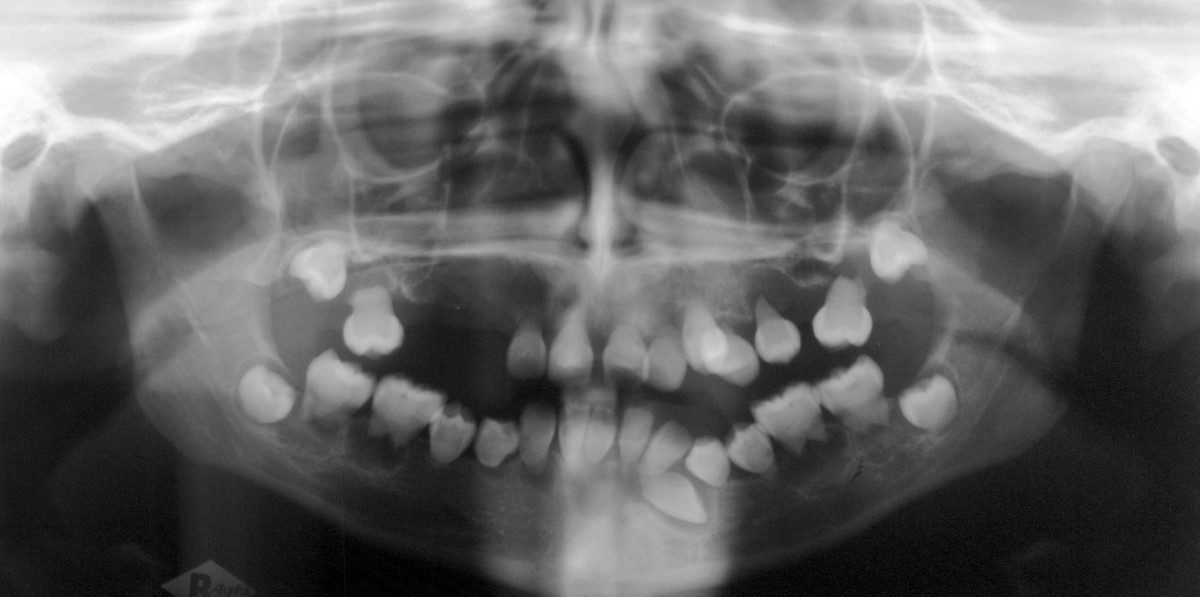
Präoperative Orthopantomographie bei Dentindysplasie Typ I

## Diagnose
Die Diagnose ergibt sich aus der zahnärztlichen Untersuchung einschließlich der Orthopantomographie.

## Differentialdiagnostik
Abzugrenzen sind:
- Dentinogenesis imperfecta
- Odontodysplasie
- Kalzinose
- Osteogenesis imperfecta
- Ehlers-Danlos-Syndrom
- Goldblatt-Syndrom
- Schimke-Immunoossäre Dysplasie, (Spondyloepiphysäre Dysplasie – nephrotisches Syndrom)[11]
- Branchio-skeleto-genitales Syndrom, (BSG-Syndrom; Elsahy-Waters-Syndrom)